# Rio Groot (Cabo Oriental)
Rio Groot (Cabo Oriental) é um rio da África do Sul.